# Carlos Maldonado Ramírez
Carlos Maldonado Ramírez (Arequipa 11 de julio de 1917 - 5 de enero de 1998) fue un poeta, docente y promotor cultural peruano. Dedicó toda su vida a la enseñanza de los niños, habiéndose jubilado con 40 años de servicio. 
Como poeta escribió quince libros de literatura infantil y juvenil, destacando sobre todo los de poesía infantil.

## Obras
- José Martí, raíz y ala de América.
- Antología escolar de la poesía arequipeña.
- Espigas del recreo.
- Efemérides Cívicas.
- No son brujas las de Huaranguillo.
- Gloria de un artesano.
- Yo señorita, libro que fue reeditado en el 2003 por la Asociación Peruana de Literatura Infantil y Juvenil, con prólogo de Cronwell Jara.

## Premios
- Palmas magisteriales en 1983.
- Reconocimientos de la Municipalidad Provincial de Arequipa en 1951 y 1955.
- Medalla de la Cultura de la Ciudad de Arequipa en 1994.
- Premio Nacional de Poesía del Ministerio de Educación en 1988.
- Premio surperuano de poesía 1966.
- Incorporado a la Galería de Arequipeños Ilustres en el 2003.
- En su honor se instauró el Encuentro Nacional e Internacional de Literatura Infantil y Juvenil "Carlos Maldonado Ramírez".